# Majellula pulchra
Majellula pulchra là một loài nhện trong họ Thomisidae.
Loài này thuộc chi Majellula. Majellula pulchra được Elizabeth Bangs Bryant miêu tả năm 1940.